# Neşet Ertaş
Neşet Ertaş (Çiçekdağı, Kırşehir 1938 – Izmir, 25 september 2012) was een legendarische volksmuzikant afkomstig uit het Turkse Kırşehir. Hij woonde sinds 2006 in İzmir, na ruim 28 jaar in Duitsland gewoond te hebben. Zijn provincie Kırşehir staat bekend om zijn vele volksmuzikanten en Ertaş omarmde deze cultuur.
Ertaş werd grootgebracht in de traditie van de Bozlak en leerde spelen en zingen van zijn vader, de legendarische asik (Turkse troubadour) Muharrem Ertas. Neset Ertas was bij uitstek de zanger-dichter van de migratie. Met zijn krachtige saz-spel heeft Ertaş in korte tijd roem vergaard in Centraal Anatolië en daarna in heel Turkije.
Hij is op 74-jarige leeftijd overleden.
Ertaş is begraven in zijn geboortestad Kırşehir.

## Discografie
| Jaar |                            |  |
| ---- | -------------------------- |  |
| 1986 | Neşet Ertaş 3              |  |
| 1986 | Türküler ve Deyişler       |  |
| 1987 | Vay Vay Dünya              |  |
| 1988 | Kendim Ettim Kendim Buldum |  |
| 1988 | Kibar Kız                  |  |
| 1992 | Gitme Leylam               |  |
| 1995 | Seçmeler 2                 |  |
| 1995 | Seçmeler 3                 |  |
| 1998 | Gönül Yarası               |  |
| 1999 | Mühür Gözlüm               |  |
| 1999 | Zahidem                    |  |
| 2000 | Niye Çattın Kaşlarını      |  |

- Gemeinsame Normdatei: 128643218
- International Standard Name Identifier: 0000 0003 7392 8128
- Library of Congress Control Number: n2002052692
- MusicBrainz: 9e42d92e-a2b4-426b-9b3f-51c36f86b785
- Nationale Bibliotheek van Israël: 987008816728305171
- Virtual International Authority File: 1070125
- WorldCat: E39PBJwXbKqyTtXHk47rCMqbBP